# Otman Djellilahine
Otman Djellilahine (* 12. Februar 1987 in Carcassonne, Frankreich) ist ein algerisch-französischer ehemaliger Fußballspieler.

## Karriere
Otman Djellilahine erlernte das Fußballspielen in der Jugendmannschaft von Olympique Nîmes im französischen Nîmes. Hier unterschrieb er 2006 auch seinen ersten Vertrag. Bei Nîmes stand er bis Mitte 2008 unter Vertrag. Im Juli 2008 wechselte er für eine Saison leihweise zum FC Martigues. Dann ging er 2010 weiter zu US Créteil. Der Verein aus Créteil spielte in der dritten Liga, der damaligen Division 3. Hier stand er bis Mitte 2014 unter Vertrag. Für den Verein absolvierte er 129 Spiele und schoss dabei 12 Tore. Mitte 2014 zog es ihn nach Asien. Hier unterschrieb er in Thailand einen Vertrag beim BEC Tero Sasana FC. Der Verein aus der Hauptstadt Bangkok spielte in der ersten Liga, der Thai Premier League. Für BEC stand er 14-mal in der ersten Liga auf dem Spielfeld. Mit BEC gewann er 2014 den Thai League Cup. Das Finale gegen Buriram United gewann man mit 2:0. Nach Ende der Saison ging er nach Algerien. Hier schloss er sich bis Mitte 2016 dem CS Constantine. Vom 1. Juli 2016 bis 30. Juni 2019 pausierte er. Am 1. Juli 2019 verpflichtete ihn der Pariser Viertligist Paris 13 Atletico. Nach einem Jahr ging er wieder zu seinem ehemaligen Verein US Créteil zurück und spielt dort mit der Reservemannschaft in der fünftklassigen National 3.

## Erfolge
BEC Tero Sasana FC
- Thailändischer Ligapokalsieger: 2014